# Saint-Zénon
Saint-Zénon è un comune del Canada, situato nella provincia del Québec, nella regione di Lanaudière.